# Чемпіонат Європи з футболу 1988 (склади команд)/Ірландія

## Складзбірної Ірландіїначемпіонаті Європи 1988року
| №               | Гравець        | Клуб (у 1988)     | Дата народження   | Вік      | Ігор                        | Голів                       |                             |
| Воротарі        | Воротарі       | Воротарі          | Воротарі          | Воротарі | Воротарі                    | Воротарі                    | Воротарі                    |
| --------------- | -------------- | ----------------- | ----------------- | -------- | --------------------------- | --------------------------- | --------------------------- |
| 1               | Паккі Боннер   | Селтік            | 24 травня 1960    | 28       |                             |                             |                             |
| 16              | Джеррі Пейтон  | Борнмут           | 20 травня 1956    | 32       |                             |                             |                             |
| Нападники       |                |                   |                   |          |                             |                             |                             |
| 9               | Джон Олдрідж   | Ліверпуль         | 18 вересня 1958   | 29       |                             |                             |                             |
| 10              | Френк Степлтон | Дербі Каунті      | 10 липня 1956     | 31       |                             |                             |                             |
| 12              | Тоні Каскаріно | Міллволл          | 1 вересня 1962    | 25       |                             |                             |                             |
| 14              | Девід Келлі    | Уолселл           | 25 листопада 1965 | 22       |                             |                             |                             |
| 17              | Джон Бірн      | Гавр              | 1 лютого 1961     | 27       |                             |                             |                             |
| 18              | Джон Шерідан   | Лідс Юнайтед      | 1 жовтня 1964     | 23       |                             |                             |                             |
| 20              | Ніалл Квінн    | Арсенал           | 6 жовтня 1966     | 21       |                             |                             |                             |
| Півзахисники    |                |                   |                   |          |                             |                             |                             |
| 6               | Ронні Велан    | Ліверпуль         | 25 вересня 1961   | 26       |                             |                             |                             |
| 7               | Пол Макграт    | Манчестер Юнайтед | 4 грудня 1959     | 28       |                             |                             |                             |
| 8               | Рей Хоутон     | Ліверпуль         | 9 січня 1962      | 26       |                             |                             |                             |
| 11              | Тоні Галвін    | Шеффілд Венсдей   | 12 липня 1956     | 31       |                             |                             |                             |
| 13              | Ліам О'Брайєн  | Манчестер Юнайтед | 5 вересня 1964    | 23       |                             |                             |                             |
| 15              | Кевін Шиді     | Евертон           | 21 жовтня 1959    | 28       |                             |                             |                             |
| Захисники       |                |                   |                   |          |                             |                             |                             |
| 2               | Кріс Морріс    | Селтік            | 24 грудня 1964    | 23       |                             |                             |                             |
| 3               | Кріс Хьютон    | Тоттенхем Хотспур | 11 грудня 1959    | 28       |                             |                             |                             |
| 4               | Мік Маккарті   | Селтік            | 7 лютого 1959     | 29       |                             |                             |                             |
| 5               | Кевін Моран    | Манчестер Юнайтед | 29 квітня 1956    | 32       |                             |                             |                             |
| 19              | Джон Андерсон  | Ньюкасл Юнайтед   | 7 листопада 1959  | 28       |                             |                             |                             |
| Головний тренер |                |                   |                   |          |                             |                             |                             |
| Ірландія        | Джек Чарлтон   |                   | 8 травня 1935     | 53       | Середній вік гравців: 27,54 | Середній вік гравців: 27,54 | Середній вік гравців: 27,54 |
|                 |                |                   |                   |          |                             |                             |                             |

| Гравців національного чемпіонату: | Гравців національного чемпіонату: | немає |
| Легіонерів:                       | Легіонерів:                       | 20    |
|                                   | Англія                            | 16    |
|                                   | Шотландія                         | 3     |
|                                   | Франція                           | 1     |